# Уровень воды
Уровень воды — высота поверхности воды (для водных объектов), отсчитываемая относительно некоторой постоянной поверхности сравнения (по умолчанию — относительно ординара).
Понятие уровень воды используется для естественных и искусственных водотоков, водоёмов, а также лотков.
В Европейской части России уровень воды в реках соответственно гидрологическому режиму достигает минимальных (низких) и максимальных (высших) уровней. Весной во время половодья наблюдаются высокие уровни воды. Осенью случаются повышения уровней воды, обусловленные выпадением дождей (паводки). Зимой и летом происходит понижение уровня воды (межень), нередко пересыхают ручьи и речки. В других природных зонах ход уровней может быть другой, в зависимости от режима выпадения осадков и температуры.
Уровень воды измеряется на гидрологических постах.
График хода уровней во времени называется «гидрограф».

## Обмеление
Обмеление (снижение уровня воды) водоемов — постепенное заполнение водоема мелким обломочным материалом, вследствие чего он становится мелководнее; это может быть как процесс, вызванный природными явлениями (отложение органических веществ, размытие береговой линии, нанесение грунта, изменение климата), так и влиянием человека.
См. также
- Обмеление Аральского моря
- Дноуглубительные работы